# زیردریایی یو-۴۷۲
زیردریایی یو-۴۷۲ (به انگلیسی: German submarine U-472) یک زیردریایی بود که طول آن ۶۷٫۱ متر (۲۲۰ فوت ۲ اینچ) بود. این زیردریایی در سال ۱۹۴۲ ساخته شد.